# 예지 쿠쿠츠카

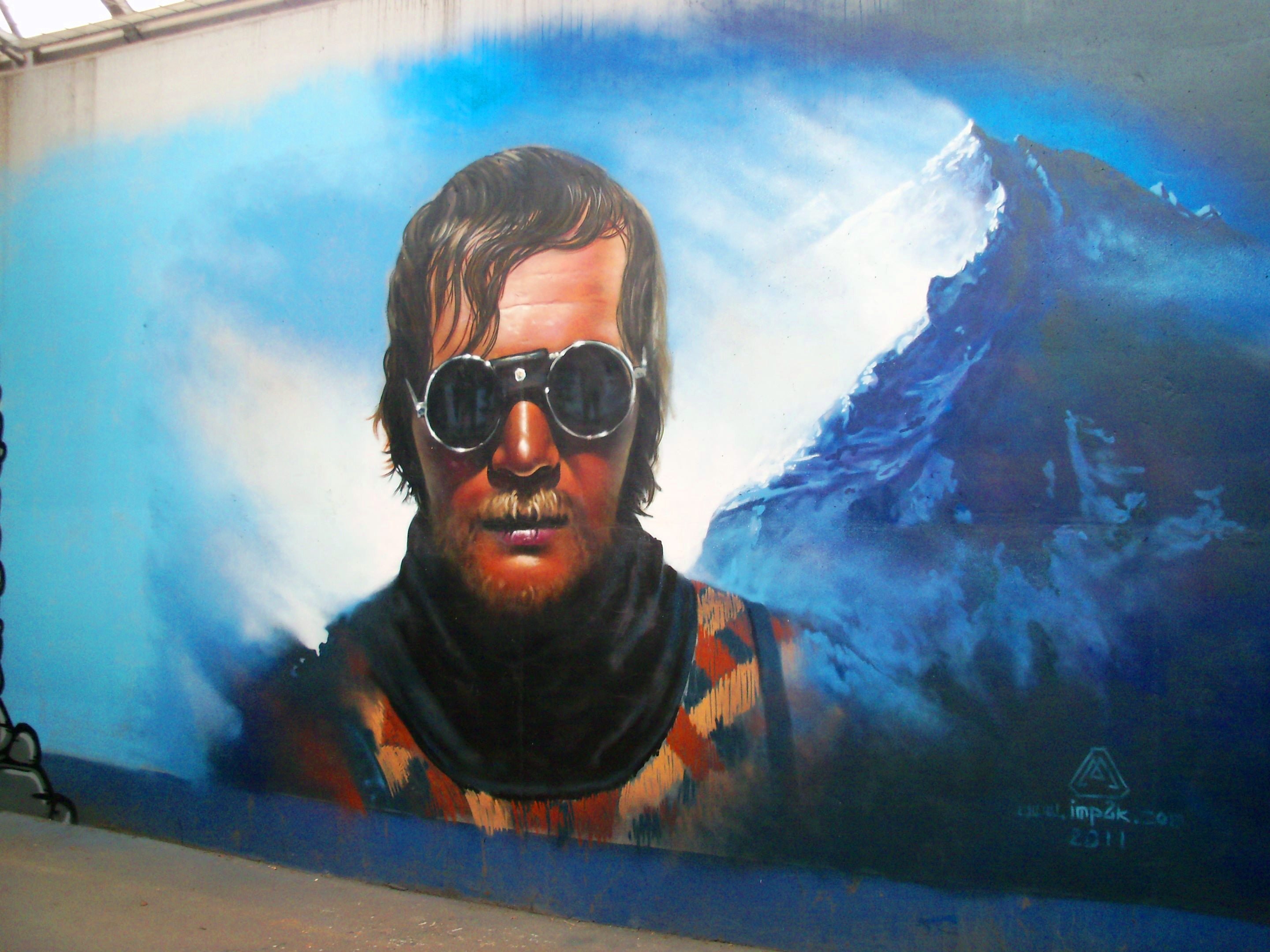

조지프 예지 쿠쿠츠카(폴란드어: Józef Jerzy Kukuczka, 1948년 3월 24일 ~ 1989년 10월 24일)는 세계에서 두 번째로 히말라야 14좌를 완등한 사람이다.

## 생애
1948년 폴란드 카토비체에서 태어났다. 그는 8000 미터 봉우리 네 개의 동계 초등정 기록과 다섯 개의 신루트 등정 기록을 가지고 있었다. 그러나 1989년, 로체 남벽 등반 중 로프가 끊어져 추락하여 히말라야산맥에서 생을 마감하였다.

## 14좌 등정
1979년 로체 무산소 등정으로 14좌 등정 레이스를 시작했다. 라인홀트 메스너와 각축전을 벌였으나 간발의 차이로 세계에서 두 번째로 14좌를 완등한 사람이 되어 버렸다. 그러나 메스너가 16년 동안 이룩한 업적을 그는 단 8년 만에 이룩하였다. 게다가 성공률 90퍼센트에 4회의 동계 초등정과 10회의 신루트 등정, 그리고 대부분이 단독등반이나 알파인 스타일 등반이라는 기록이 그의 등반기량을 대변한다. 그는 1987년 시샤팡마를 마지막으로 14좌 등정을 완성한다. 그는 겨울 등반의 대가로서 폴란드 천재 산악인 중의 한 명으로 손꼽힌다.
로체 남벽은 수직높이가 2000미터 이상되는 극악의 난이도를 자랑하는 등반로로서, 등반환경이 가장 열악하기로 명성이 높다. 이 로체 남벽에 도전하다가 1989년 추락사로 사망하였다.

## 같이 보기
- 8000미터 봉우리